# Immanuel Benzinger

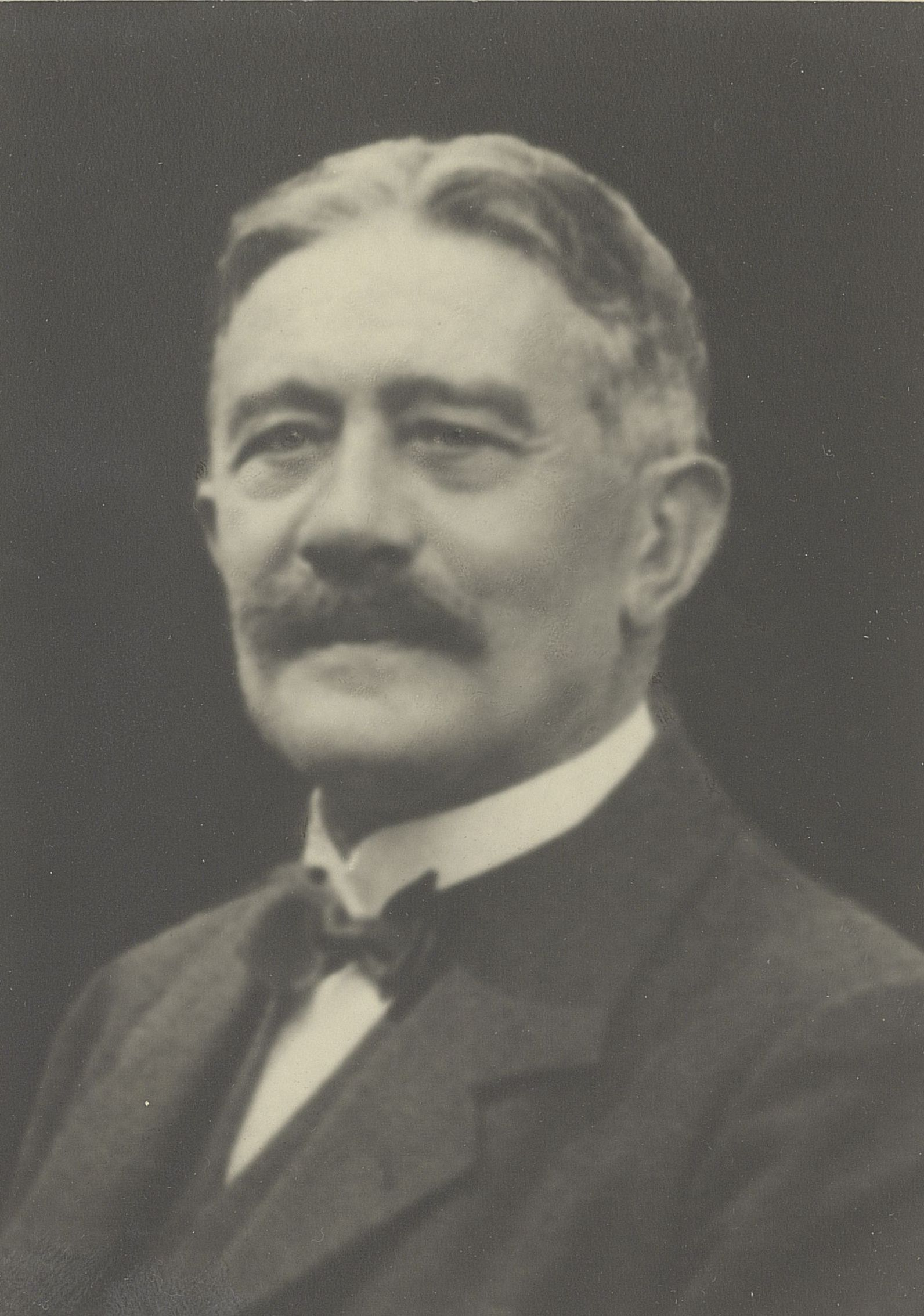
Immanuel Benzinger

Immanuel Gustav Adolf Benzinger (* 21. Februar 1865 in Stuttgart; † 12. März 1935 in Riga) war ein deutscher Evangelischer Theologe (Alttestamentler) und Orientalist. 

## Leben
Immanuel Benzinger war der Sohn des Lehrers Michael Benzinger (1823–1904), der Rektor des Evangelischen Töchterinstituts in Stuttgart war. Nach der Reifeprüfung am Gymnasium in Stuttgart studierte Immanuel Benzinger von 1883 bis 1888 Theologie an der Universität Tübingen. 1888 schloss er sein Studium mit dem Lizenziat und der Promotion zum Dr. phil. ab und trat das Vikariat in Stuttgart an.
Seit dem Studium beschäftigte sich Benzinger mit der orientalischen Geschichte, speziell mit der Altertumskunde Palästinas. Er stand dabei unter dem Einfluss der Schriften Julius Wellhausens, der die positivistische Perspektive vertrat. Benzinger trat auch in die Deutsche Morgenländische Gesellschaft und in den Deutschen Palästinaverein ein, in dem er später eine führende Position einnahm: Von 1897 bis 1902 gab er die Zeitschrift des Vereins heraus, von 1904 bis 1912 fungierte er als Schriftführer.
Nach dem Vikariat arbeitete Benzinger als Repetent am evangelisch-theologischen Seminar der Universität Tübingen. Seine wissenschaftliche Arbeit bekam neue Impulse durch den Verlag Karl Baedeker, der Benzinger beauftragte, den von dem Schweizer Orientalisten Albert Socin verfassten Reiseführer Palästina und Syrien zu überarbeiten und zu aktualisieren. In der historischen und topografischen Fachwelt standen die Baedeker-Reiseführer in hohem Ansehen und wurden als Fachliteratur zitiert; darum war der Auftrag für Benzingers Karriere von großer Bedeutung. Im Frühjahr 1890 unternahm er, finanziert durch den Baedeker-Verlag, eine mehrmonatige Forschungsreise durch Palästina. Nach seiner Rückkehr konnte die von ihm bearbeitete 3. Auflage des Reiseführers dann 1891 erscheinen. Er verschaffte Benzinger in der Fachwelt großes Ansehen. So zog beispielsweise Georg Wissowa den jungen Forscher als Mitarbeiter zur Neubearbeitung der Paulyschen Real-Encyclopädie der classischen Altertumswissenschaft heran, die ab 1893 beim Verlag J. B. Metzler in Stuttgart erschien.
In den folgenden Jahren verdiente Benzinger weiterhin seinen Lebensunterhalt als Repetent in Tübingen. Seine wissenschaftliche Arbeit widmete er dem systematischen Buch Hebräische Archäologie, das 1894 in der Reihe Grundriss der Theologischen Wissenschaften erschien und von der Fachwelt freudig begrüßt wurde. Benzinger schloss sich in diesem Werk ganz der positivistischen Schule Wellhausens an. In späteren Bearbeitungen (1907, 1927) wandte er sich davon ab und stellte sich auf die Seite des Panbabylonismus.
Benzingers Berufslaufbahn kam trotz seines Anfangserfolgs nur langsam voran. Ab 1894 arbeitete er als Stadtpfarrer der Württembergischen Landeskirche in Neuenstadt am Kocher, was ihm zwar ein bescheidenes Gehalt einbrachte, aber seine wissenschaftliche Arbeit wenig förderte. Eine akademische Laufbahn eröffnete sich ihm einige Jahre später in Berlin, wo er sich 1898 für alttestamentliche Theologie habilitierte. In diesen Jahren erschienen Benzingers Beiträge zum Kurzen Hand-Commentar zum Alten Testament (KHC-AT), den Karl Marti seit 1897 herausgab. Benzinger bearbeitete für den KHC die Bücher der Könige (1899), das Buch Josua (1901, mit Heinrich Holzinger) und die Bücher der Chronik (1901).
1901 trat Benzinger aus dem Lehrkörper der Berliner Universität aus und lebte seitdem als Privatgelehrter in Berlin. 1902 wanderte er nach Palästina aus und lebte als Lehrer in Jerusalem. Er unterrichtete unter anderem an den Schulen des Hilfsvereins der deutschen Juden. Ab 1906 erhielt er zusätzlich das Amt des Vizekonsuls der Niederlande.
1912 erhielt Benzinger eine Professur für Klassische Philologie an der University of Toronto in Kanada. Obwohl er vor allem für seine Forschungen zum Alten Testament und zur Geschichte Palästinas bekannt war, hatte er für eine altphilologische Professur in Kanada für die damalige Zeit hinreichende Qualifikation (schon durch seine hervorragenden Kenntnisse der Alten Sprachen). 1915 wechselte er an das Allegheny College in Meadville (Pennsylvania).
1918 kehrte er nach Deutschland zurück und arbeitete an der Universitätsbibliothek Tübingen. Obwohl er schon im fortgeschrittenen Alter stand, eröffnete sich ihm nach dem Ersten Weltkrieg eine hohe akademische Position: Die Universität Lettlands in Riga berief ihn 1921 als Professor der Theologie an ihre Theologische Fakultät, die seit einem Jahr bestand. An der Universität der jungen Nation waren damals zahlreiche deutsche Professoren tätig. 1925 erhielt Benzinger die Ehrendoktorwürde der theologischen Fakultät der Universität Riga.
In seiner Zeit in Riga spielte Benzinger eine unrühmliche Rolle im Kollegium. Er behinderte die Karriere des 1927 berufenen Religionswissenschaftlers Gustav Mensching, der nur eine befristete Professur hatte. Benzinger machte seinen Einfluss in der Fakultät geltend, um die Vertragsverlängerung (über die nach drei Jahren abgestimmt wurde) zu verhindern. Zur Begründung berief er sich auf Menschings mangelnde Hebräischkenntnisse und fehlende formale Qualifikation (Mensching besaß nur den theologischen Lizenziat) und forderte, dass Mensching die Promotion zum Dr. theol. nachholen müsse. Nach einem bürokratischen Spießrutenlauf erlangte Mensching 1932 mit einer eigens angefertigten Qualifikationsschrift den Doktorgrad.
Immanuel Benzinger starb am 12. März 1935 im Alter von 70 Jahren, zu einer Zeit, als die Deutschen in Lettland in vielen Bereichen marginalisiert wurden. So erlebte er weder die Russifizierung der Universität noch die Besetzung Lettlands durch die deutsche Wehrmacht.

## Schriften (Auswahl)
- Palästina und Syrien. Handbuch für Reisende. Dritte Auflage. Baedeker, Leipzig 1891.
- Hebräische Archäologie. Freiburg 1894. Zweite, vollständig neu bearbeitete Auflage, Freiburg 1907. Dritte, neu bearbeitete Auflage, Freiburg 1927. Nachdruck Hildesheim 1973.
- Die Bücher der Könige. Freiburg 1899 (KHC).
- Die Bücher der Chronik. Freiburg 1901 (KHC).
- mit Heinrich Holzinger: Das Buch Josua. Freiburg 1901 (KHC).
- Geschichte Israels bis auf die griechische Zeit. Leipzig 1904. Zweite, verbesserte Auflage, Leipzig 1909. Dritte, verbesserte Auflage, Berlin 1924.
- mit Ludwig Frohnmeyer: Bilderatlas zur Bibelkunde. Ein Handbuch für den Religionslehrer und Bibelfreund. Stuttgart 1905. Zweite Auflage, Stuttgart 1913.